# عنکبوت‌های گرگی دروغین
عنکبوت‌های گرگی دروغین (نام علمی: Zoropsidae) نام یک تیره از فروراسته تارتنک‌ریختان است.